# Convallariaceae
Convallariaceae is een botanische naam, voor een familie van eenzaadlobbige planten. Een familie onder deze naam wordt de laatste decennia af en toe erkend door systemen van plantentaxonomie, waaronder het APG-systeem (1998), dat de familie indeelt in de orde Asparagales.
De familie wordt niet erkend door het APG II-systeem (2003): aldaar worden de betreffende planten ingedeeld in de familie Ruscaceae of in de Aspergefamilie (Asparagaceae). Ook het APG III-systeem (2009) erkent de familie niet en plaatst de betreffende planten in de onderfamilie Nolinoideae in de familie Asparagaceae.
De bekendste soort is wel het lelietje-van-dalen (Convallaria majalis)